# Разувайка
Разувайка (рос. Разувайка) — присілок в Опочецькому районі Псковської області Російської Федерації.
Населення становить 176 осіб. Входить до складу муніципального утворення Пригородна волость.

## Історія
Від 2015 року входить до складу муніципального утворення Пригородна волость.

## Населення
| 2001 | 2002 | 2010 | 2012 | 2013 | 2014 | 2015 |
| ---- | ---- | ---- | ---- | ---- | ---- | ---- |
| 91   | ↗182 | ↘165 | ↗180 | ↗183 | ↗189 | ↘177 |
| 2016 |      |      |      |      |      |      |
| ↘176 |      |      |      |      |      |      |